# Roberto Avogadro
Roberto Avogadro (Alassio, 14 settembre 1954) è un politico italiano, eletto nella XIII legislatura al Senato con la Lega Nord. Ha ricoperto l'incarico di sindaco di Alassio.

## Biografia
Eletto per tre mandati sindaco della sua città natale, dal 1993 al 2001 nelle file della Lega Nord e come indipendente in una lista civica di centro dal 2011 al 2013, leghista dagli esordi del partito, durante il mandato parlamentare aderisce a Democrazia Europea. Con la nascita di Italia Viva, Avogadro si avvicina al movimento di Matteo Renzi.